# Musei di Berlino
- Alliierten Museum
Il museo presenta l'impegno degli alleati occidentali a Berlino Ovest durante la Guerra Fredda; tra gli oggetti esposti un aeroplano Hastings del Ponte Aereo e la baracca di guardia originale del Checkpoint Charlie; numerose esposizioni speciali.
- Berliner U-Bahn-Museum
Museo della metropolitana sotterranea, allestito nella vecchia cabina elettromeccanica del 1931 (103 scambi e 99 segnali, sostituita nel 1983) nella stazione Olympia-Stadion della U-Bahn. Aperto al pubblico un sabato al mese; viaggi speciali con treni storici come il treno B2 degli anni venti.
- Berlinische Galerie
Museo dedicato ad arte (soprattutto del Novecento) fotografia ed architettura berlinesi; esposizione permanenti e mostre speciali.
- Deutsches Historisches Museum
Ospitata nella sede dell'ex Arsenale, l'esposizione permanente documenta in modo capillare oltre duemila anni di storia tedesca; oltre ottomila sono gli oggetti originali esposti qui e nel nuovo edificio di Ieoh Ming Pei; mostre speciali dalla durata di alcuni mesi.
- Ethnologisches Museum
Fondato nel 1873 come Museum für Völkerkunde è uno dei più antichi e più grandi musei etnografici del mondo, con oltre 500 000 oggetti di arte e cultura soprattutto extraeuropea, tra i quali case e navi intere. Biblioteca scientifica; Juniormuseum per i bambini; esposizione permanente e mostre speciali. Appartiene ai Musei Statali a Berlino.
- Feuerwehrmuseum Berlin
Documentazione di oltre 150 anni di attività dei pompieri berlinesi nel Museo dei Vigili del Fuoco, con veicoli, sistemi di allarme, tecnologie di salvataggio. Davanti all'edificio uno storico elicottero di soccorso Bo 105 degli anni settanta.
- Gaslaternen-Freilichtmuseum Berlin
Esposizione all'aperto di 90 lampioni a gas; modelli tedeschi ed europei, soprattutto dell'Ottocento; la più grande collezione europea, nella città che a livello mondiale conta oggi il maggior numero di lampioni a gas nella pubbliche vie - oltre 44 000. Amministrativamente parte del Deutsches Technikmuseum Berlin.
- Georg-Kolbe-Museum
Esposizione permanente e mostre speciali nella casa atelier costruita nel 1929 per lo scultore (e nel giardino); le collezioni comprendono sculture e disegni di Georg Kolbe e di Richard Scheibe, sculture di Gerhard Marcks e di Renée Sintenis, nonché opere di altri artisti del Novecento.
- Haus am Checkpoint Charlie, Oggi Mauermuseum - Haus am Checkpoint Charlie.
- Haus der Wannsee-Konferenz
Memoriale e centro didattico nella villa nella quale si svolse, il 20 gennaio 1942, la cosiddetta Conferenza di Wannsee per organizzare diversi aspetti pratici della Shoah. L'edificio del 1915 si trova sulla riva occidentale del lago Wannsee.
- Haus am Waldsee
Uno degli indirizzi tedeschi più rinomati per l'arte contemporanea internazionale, presentata in esposizioni dalla durata di alcuni mesi.
- Jüdisches Museum (Museo Ebraico)
Duemila anni di storia ebraico-tedesca in particolare ed askenazita in generale nell'edificio barocco e nello spettacolare palazzo nuovo di Daniel Libeskind. Numerose esposizioni speciali.
- Liebermann-Villa am Wannsee
Esposizione di opere di Max Liebermann nella villa del pittore e grafico impressionista, promotore della Secessione berlinese, sulla riva occidentale del lago Wannsee.
- Mauermuseum - Haus am Checkpoint Charlie
Fondato pochi mesi dopo la sua costruzione racconta la storia del Muro di Berlino. Il museo privato, a pochi metri dal Checkpoint Charlie dispone di una ampia collezione di oggetti autentici relativi alla divisione della città, al Muro e alle spettacolari fughe.
- Museum Europäischer Kulturen
Collezione etnografica, incentrata sulle culture europee, di oltre 270 000 oggetti; l'esposizione cambia periodicamente. Appartiene ai Musei Statali a Berlino.
- Museum für Asiatische Kunst
Il Museo per l'Arte Asiatica nacque nel 2006 dalla fusione del Museum für Indische Kunst e del Museum für Ostasiatische Kunst; le collezioni comprendono arte ed artigianato di ogni epoca; gran parte della collezione est-asiatica, predata dall'Armata Rossa, si trova tuttora in Russia. Il museo è uno dei Musei Statali a Berlino.
- Museum für Indische Kunst, dal 2006 parte del Museum für Asiatische Kunst.
- Museum für Ostasiatische Kunst
dal 2006 parte del Museum für Asiatische Kunst.
- Museumsinsel (Isola dei Musei)
Viene chiamata così la parte settentrionale dell'Isola della Sprea, parte del nucleo più antico di Berlino, trasformata, a partire dal 1830, in un grande complesso museale. Attualmente vi si trovano: Ägyptisches Museum und Papyrussammlung, Alte Nationalgalerie, Altes Museum, Bode-Museum, Museum für Islamische Kunst, Neues Museum e Pergamonmuseum.
- Rotkreuz-Museum Berlin
Ampia documentazione della storia della Croce Rossa e Mezzaluna Rossa Internazionale fin dal 1863, con particolare attenzione sulla Croce Rossa Tedesca, fondata nel 1921, e della sua sezione berlinese. Collezione di oggetti storici, divise, modelli, veicoli.
- Stasimuseum
Situato nell'ex quartier generale della Stasi, il servizio segreto della Repubblica Democratica Tedesca, i cui ambienti e mobili degli anni '60 sono stati mantenuti intatti, compreso l'ufficio personale di Erich Mielke. Tra le maggiori attrazioni ci sono gli oggetti tecnologici usati dalla Stasi: registratori, telecamere nascoste, e gli strumenti necessari per lo spionaggio dei dissidenti e dei cittadini sospetti.
- Stiftung Stadtmuseum Berlin
Questa fondazione esiste dal 1995 e gestisce i seguenti musei:
Ephraim-Palais, Freilichtmuseum Domäne Dahlem, Grünauer Wassersportmuseum, Knoblauchhaus, Märkisches Museum, Museumsdorf Düppel, Naturwissenschaftliche Sammlung, Nikolaikirche, Sammlung Kindheit und Jugend, Schloss Friedrichsfelde, Sportmuseum Berlin. Faceva parte della fondazione anche il Dorfmuseum Marzahn con il Museo dei parrucchieri e degli artigiani, chiuso nel 2005. Il Jüdisches Museum (Museo Ebraico), dal 2001 è parte di una nuova fondazione federale.
- Teddybärenmuseum
Come primo al mondo nel suo genere venne fondato a Berlino, nel 1986, il Museo degli orsacchiotti; nel 2002 si è trasferito a Hof nell'Alta Franconia (Baviera), dove in spazi più ampi espone oltre 5 000 orsacchiotti.
- Zucker-Museum
Presentazione approfondita della storia dello zucchero, della sua produzione e dei suoi utilizzi. Amministrativamente parte del Deutsches Technikmuseum Berlin.